# Кондуранго
Кондуранго (лат. Gonolobus condurango) — растение семейства Кутровые, вид рода Гонолобус.

## Распространение и экология
Ареал вида охватывает весь андский регион Южной Америки от Колумбии и Эквадора до Аргентины. Растение также культивируется в Восточной Африке.

## Биологическое описание
Вьющаяся взбирающиеся по деревьям лиана. Ствол может достигать толщины 10 см. Листья супротивные, сердцевидно-овальные, черешковатые, с обеих сторон опушённые. Цветки мелкие зеленоватые, собранные в дихотомические соцветия, выделяющиеся из углов листьев.

## Химический состав
В коре растения содержится до 2,5% кондурангогликозида, образованного генином кондурангином и пятью молекулами моносахаридов, в числе которых глюкоза и дезоксисахар. При гидролизе гликозида отщепляются коричная и уксусная кислоты.

## Сырьё
Собирается кора кондуранго трубками или желобообразными кусками. Её толщина варьирует от 1 до 6 мм. Наружная поверхность коры бугристая серовато-бурая, внутренняя — желтоватая с продольными бороздками. Изломы коры ровные, местами с торчащими длинными мягкими волокнами. Вкус горьковато-вяжущий. Запах слабый, характерный для данного сырья.

## Использование
Местное население употребляет порошок коры кондуранго при укусах змей, злокачественных язвах и ранах. С начала века кондуранго применялось как специфическое средство против рака желудка. Однако клинические исследования не подтвердили специфичность кодуранго как противоракового средства, но показали его высокую эффективность при тяжёлых формах катара желудка.